# Омбре
Омбре (фр. Ambres) насеље је и општина у јужној Француској у региону Миди Пирене, у департману Тарн која припада префектури Кастр.
По подацима из 2011. године у општини је живело 948 становника, а густина насељености је износила 49,61 становника/km². Општина се простире на површини од 19,11 km². Налази се на средњој надморској висини од 201 метар (максималној 225 m, а минималној 100 m).

## Демографија
| 1962. | 1968. | 1975. | 1982. | 1990. | 1999. | 2011. |
| ----- | ----- | ----- | ----- | ----- | ----- | ----- |
| 574   | 580   | 581   | 626   | 701   | 732   | 948   |

График промене броја становника у току последњих година